# 男の償い
『男の償い』（おとこのつぐない）は、吉屋信子の「主婦の友」連載小説作品、及びそれを原作とした映画・テレビドラマ化作品である。単行本や映画は昭和初期の物なので旧かな表示で『男の償ひ』となっている。

## 映画
『男の償ひ』は、1937年（昭和12年）8月13日に前篇、8月24日に後篇が公開された日本映画である。製作は松竹大船撮影所。

### スタッフ
- 監督：野村浩将
- 脚本：野田高梧
- 撮影：高橋通夫
- 録音：土橋武夫
- 美術：浜田辰雄
- 字幕撮影：厚田雄春
- 作曲指導：万城目正

### キャスト
- 岡安寿美：田中絹代
- 父・啓三郎：武田秀郎
- 母・あおい：吉川満子
- 番頭・喜之助：夏川大二郎[2]
- 伊狩滋：佐分利信
- 兄・猛：河村黎吉
- 母・粂子：飯田蝶子（前篇のみ）
- 阿部瑠璃子：桑野通子
- 父・昌平：水島亮太郎（前篇のみ）
- 母・勝恵：岡村文子（前篇のみ）
- 黒須博士：岩田祐吉（前篇のみ）
- 同夫人：葛城文子
- 堤大作：大山健二
- 女中あさよ：東山光子
- 風呂番：磯野秋雄、阿部正三郎（後篇のみ）
- 看護婦：水戸光子、森川まさみ（後篇のみ）
- 保険集金員：谷麗光（後篇のみ）
- 棟梁：宮島健一（後篇のみ）

## テレビドラマ

### 1961年版
1961年12月7日 - 12月28日に日本テレビ「武田ロマン劇場」枠(武田薬品工業一社提供、毎週木曜21時45分 - 22時30分）にて放送された。白黒作品。全4回。

#### キャスト
- 天路圭子
- 倉多爽平
- 内田稔
- 瀬戸麗子

#### スタッフ
- 脚本･柳川創造
- 演出･早川恒夫

| 日本テレビ 武田ロマン劇場   | 日本テレビ 武田ロマン劇場           | 日本テレビ 武田ロマン劇場       |
| 前番組                      | 番組名                              | 次番組                          |
| --------------------------- | ----------------------------------- | ------------------------------- |
| 三百六十五夜 （1961.11.24） | 男の償い （1961.12.7 - 1962.12.28） | 幾山河 （1962.1.4 - 1962.1.25） |

### 1965年版
1965年11月22日 - 12月31日にフジテレビ「ライオン奥様劇場」枠にて放送された。連続テレビ映画。白黒作品。全30回。

#### キャスト
- 岡安寿美 …… 古賀京子
- 伊狩滋 ……… 田畑孝
- 安倍瑠璃子 … 沢阿由美
- 野田喜之助 … 高津住男
- 堤大作 ……… 森山周一郎
- 伊狩粂子 …… 岸旗江
- 安倍昌平 …… 湊俊一
- 安倍勝恵 …… 赤木春恵

#### スタッフ
- 脚本･柳川創造、西条道彦、坂本竜一
- 監督･斎村和彦、吉田央
- 音楽･大森盛太郎
- 制作・NMC、フジテレビ

#### 主題歌
- 「男の償い」（歌：笹みどり）
  - 作詞：星野哲郎／作曲：叶弦大／編曲：安田彫花

| フジテレビ ライオン奥様劇場                     | フジテレビ ライオン奥様劇場          | フジテレビ ライオン奥様劇場   |
| 前番組                                          | 番組名                               | 次番組                        |
| ----------------------------------------------- | ------------------------------------ | ----------------------------- |
| 続芸者っ子・下町育ち （1965.10.4 - 1965.11.19） | 男の償い （1965.11.22 - 1965.12.31） | 古都 （1966.1.3 - 1966.2.11） |

### 1972年版
1972年6月19日 - 8月4日にフジテレビ「ライオン奥様劇場」枠にて放送された。連続テレビ映画。カラー作品。全35回。

#### キャスト
- 岡安寿美 …… 加賀ちかこ
- 伊狩滋 ……… 天田俊明
- 安倍瑠璃子 … 親桜子
- 野田喜之助 … 平井昌一
- 堤大作 ……… 藤木孝
- 伊狩粂子 …… 宮内順子
- 伊狩猛 ……… 田口計
- 岡安啓三郎 … 山田禅二
- 岡安あい …… 福島寿美子
- 安倍昌平 …… 相沢治夫
- 安倍勝恵 …… 阿部寿美子
- 美奈子 ……… 藤田みどり
- サヨ ………… 浅利和子
- 坂口謙三 …… 入江正徳
- 坂口明子 …… 瀬川由紀
- 西岡 ………… 矢吹渡
- 岡安啓一 …… 吉田友紀
- 牧野社長 …… 幸田宗丸
- 利子 ………… 立花房子
- 竹村 ………… 西川敬三郎
- しず ………… 森康子
- 唐沢 ………… 瀬良明
- 田島 ………… 館敬介
- 留三 ………… 塚田正昭
- 田辺 ………… 筈見純
- 佐々木 ……… 大村千吉
- 浜田 ………… 片山滉
- 入江医師 …… 小島敏彦
- 橋爪医師 …… 池田生二
- 佐藤医師 …… 川野耕司
- 大森医師 …… 伊藤正博
- 小林医師 …… 北川陽一郎
- 三浦医師 …… 安田隆
- 高沢主任 …… 亀井三郎
- 佐竹 ………… 糸博
- 医師 ………… 勝田久
- 新吉 ………… 田中賎男
- ナレーター … 中江真司

#### スタッフ
- 脚本･柳川創造、瀬川正之
- 監督･土屋蔵三、西河健治、今村農夫也、美坂哲也、石野憲助
- 音楽・大森盛太郎、横山菁児

#### 主題歌
- 1965年版と同じ

| フジテレビ ライオン奥様劇場       | フジテレビ ライオン奥様劇場       | フジテレビ ライオン奥様劇場           |
| 前番組                            | 番組名                            | 次番組                                |
| --------------------------------- | --------------------------------- | ------------------------------------- |
| 愛の判決 （1972.5.1 - 1972.6.16） | 男の償い （1972.6.19 - 1972.8.4） | はるかなる愛 （1972.8.7 - 1972.9.22） |

### 1976年版
1976年7月26日 - 10月29日、13時45分 - 14時00分にTBS系列にて『愛の償い』のタイトルで放送された。連続スタジオドラマ。カラー作品。全70回。

#### キャスト
- 岡安寿美子 … 榊原るみ
- 伊狩滋 ……… 横光勝彦
- 野田喜之 …… 東野孝彦
- 岡安啓三郎 … 小栗一也
- 岡安あい …… 初井言榮
- 伊狩粂子 …… 三宅くにこ
- 伊狩猛 ……… 寺田農
- 安倍瑠璃子 … 桐生かほる
- 安倍勝恵 …… 田中幸子
- 堤大作 ……… 柏木隆太
- 黒須博士 …… 安東千恵夫
- 黒須夫人 …… 山田昌
- あけみ ……… 高部滋子
- 岡安啓一 …… 吉岡秀隆

#### スタッフ
- 脚本・小松君郎
- 演出・檜山剛
- 音楽・菊池俊輔
- 制作・CBC

| CBC制作・TBS系列 平日13:45 - 14:00枠 | CBC制作・TBS系列 平日13:45 - 14:00枠 | CBC制作・TBS系列 平日13:45 - 14:00枠 |
| 前番組                               | 番組名                               | 次番組                               |
| ------------------------------------ | ------------------------------------ | ------------------------------------ |
| 愛のゆくえ                           | 愛の償い （1976.7.26 - 1976.10.29）  | 幸せになりたい                       |